# Ринкун Володимир Борисович
Володи́́мир Бори́́сович Ринкун (5 червня 1973 — 29 серпня 2014) — солдат резерву Міністерства внутрішніх справ України, учасник російсько-української війни.

## Бойовий шлях
Народився 1973 року в місті Ірпінь. Закінчив ірпінську ЗОШ № 17, київське ПТУ, здобув професію гранувальника ювелірних виробів. Протягом 1992—1994 років пройшов службу в лавах ЗСУ, морська піхота. 1995 року зайняв посаду оперуповноваженого карного розшуку Ірпінського міськвідділу ГУ МВС України. Протягом 2000—2003 років жив та працював у Португалії. 2004 року брав участь у подіях Майдану.
2013—2014-го брав участь у подіях Революції Гідності. В часі війни — доброволець, снайпер, 2-й батальйон спеціального призначення НГУ «Донбас», псевдо «Арсенал», від 17 липня — в зоні бойових дій.
29 серпня 2014-го вранці, під час виходу «зеленим коридором» з Іловайського котла, їхав у кузові вантажівки ЗІЛ біля кабіни разом із «Сократом» по дорозі з Многопілля до Червоносільського. У правий бік авта влучив снаряд з ПТРК «Фагот», ще один влучив у двигун. Загинув з Берегом, Утьосом, Варгом та Черепом.
Як невідомий захисник України похований на Краснопільському кладовищі 16 жовтня 2014-го. Упізнаний за експертизою ДНК, перепохований 17 квітня 2015-го в Ірпені.
Без Володимира лишилися мама та донька Марія 2005 р. н.

## Нагороди
За особисту мужність і героїзм, виявлені у захисті державного суверенітету та територіальної цілісності України, вірність військовій присязі під час російсько-української війни, відзначений — нагороджений
- орденом «За мужність» III ступеня (посмертно)
- Його портрет розміщений на меморіалі «Стіна пам'яті полеглих за Україну» в Києві: секція 3, ряд 8, місце 26
- Вшановується 29 серпня на щоденному ранковому церемоніалі вшанування українських захисників, які загинули цього дня в різні роки внаслідок російської збройної агресії[1]
- Іловайський Хрест (посмертно)
- В Ірпені відкрито меморіальну дошку Володимирові Ринкуну
- Почесний громадянин міста Ірпінь (посмертно)[2]